# José María Pirán
José María Pirán (Buenos Aires, Virreinato del Río de la Plata, 12 de agosto de 1804 - Buenos Aires, Argentina, 25 de agosto de 1871) fue un militar argentino que participó en la guerra del Brasil y en las guerras civiles de su país.

## Guerra del Brasil y los años de Lavalle
Hijo de un rico comerciante y miembro del Consulado de Comercio de Buenos Aires, estudió en la Academia de Matemáticas de Buenos Aires, donde se recibió de oficial de artillería.
Se enroló en 1824 en un batallón de artillería, e hizo la campaña de la guerra del Brasil como capitán de ese cuerpo, a órdenes del coronel Iriarte, junto a quien combatió en la batalla de Ituzaingó.
Fue el jefe de la artillería del ejército con el que el general Fructuoso Rivera ocupó las Misiones Orientales.
Regresó a Buenos Aires junto al general Juan Lavalle, a órdenes de quien participó en la revolución del 1 de diciembre de 1828, en que fue derrocado Manuel Dorrego. Fue el subjefe de la artillería de Lavalle en la batalla de Navarro, y también combatió en la batalla de Puente de Márquez.
Después de la caída de Lavalle, permaneció en Buenos Aires hasta enero de 1831, en que se unió a la campaña de su jefe y de Ricardo López Jordán (padre) a Entre Ríos. Permaneció en el Uruguay, dedicado al comercio de ganado.
En 1837 se unió a las fuerzas de Rivera en su segunda revolución contra el presidente Manuel Oribe, y fue el jefe de su artillería en la batalla de Palmar. También combatió contra la invasión de Pascual Echagüe en la batalla de Cagancha y ayudó en la invasión de Lavalle a Entre Ríos, peleando en la batalla de Yeruá. Pero regresó al Uruguay después del fracaso en unir Entre Ríos a la campaña libertadora.

## Jefe de la artillería de Paz
En 1841 se presentó con una recomendación del coronel Juan Madariaga al general Paz, que organizaba el ejército correntino. Paz lo propuso como jefe de la artillería, pero Pirán no aceptó las condiciones que imponía el general. Se retiró a un pueblo correntino, tiempo durante el cual, Paz venció a Echagüe en Caaguazú.
Cuando los unitarios estaban avanzando sobre Entre Ríos, Pirán volvió a presentarse a Paz, que lo nombró su jefe de artillería. Pero cuando Paz y el gobernador Pedro Ferré se pelearon en Paraná, Pirán regresó a Corrientes con el primero, que lo nombró su comandante de artillería y lo ascendió a coronel. No peleó en batalla de Arroyo Grande, pero igualmente esa derrota le obligó a huir con Ferré a Paraguay y Brasil.
Pasó después a Montevideo, donde se puso nuevamente a órdenes de Paz. Evidentemente Paz lo consideraba el mejor jefe de artillería a su disposición, a pesar de que en sus Memorias lo trató con desprecio. Por ello participó en la defensa de la ciudad frente al sitio que le impuso Oribe.
Acompañó a Fructuoso Rivera en su campaña a Paysandú, en 1846, y cuando esta fue recuperada por el ejército blanco, regresó a la ciudad sitiada. Pasó los siguientes cuatro años sin destino militar.

## Caseros y el 11 de septiembre
Se unió al ejército de Justo José de Urquiza en 1851, y fue el jefe de la artillería argentina en la batalla de Caseros; uno de los oficiales a sus órdenes era Bartolomé Mitre. Después de la batalla fue ascendido a general. Permaneció en Buenos Aires como jefe de la artillería de las fuerzas entrerrianas y correntinas acantonadas en la ciudad.
Fue el jefe nominal de las fuerzas militares que dieron el golpe de Estado del 11 de septiembre de 1852 y el responsable de sobornar a los oficiales y tropas implicadas en el movimiento.
A partir de ese día, Buenos Aires se separó por nueve años del resto del país. El gobernador Pinto lo nombró su ministro de guerra, pero tuvo muy malas relaciones con su sucesor, el gobernador Valentín Alsina. Participó en la defensa contra el sitio de Buenos Aires por Hilario Lagos, pero el papel protagónico que asumió su ex subordinado Mitre lo fue dejando de lado.

## Los últimos años
En 1856 formó parte del Consejo de Salvación Pública, un organismo dedicado a plantear una estrategia para enfrentar a los malones de los pampas de Calfucurá. El Coronel era un Acérrimo odiador de los Indios y fue separado del cargo y el consejo disuelto por sus macabros métodos que ofendian la moral y las buenas costumbres.
Sintiéndose ofendido por el gobierno, Pirán abandonó la provincia y pasó a Paraná, donde fue elegido diputado, luego embajador ante el gobierno porteño y, poco después, senador nacional. Poco después de Cepeda, en 1859, fue embajador ante el gobierno porteño, pero el gobernador Alsina lo rechazó y lo dio de baja del ejército porteño, por colaborar con el gobierno de la Confederación. Fue convencional constituyente en 1860.
Pasó sus últimos años en Buenos Aires, condenado por la opinión pública por los juicios que dejó en sus Memorias el general Paz, que consideraba a casi todos sus contemporáneos como inferiores a él. 
Sus restos mortales descansan en el Cementerio de la Recoleta de la Ciudad de Buenos Aires.
El pueblo de General Pirán, en la provincia de Buenos Aires, recuerda a este militar.